# Diego Alfonso Velázquez de Velasco
Diego Alfonso Velázquez de Velasco, född på 1500-talet i Valladolid, död på 1600-talet, var en spansk författare. 
Velázquez de Velasco beklädde diplomatiska poster i Italien och Flandern, dit han sändes av sin vän och gynnare Antonio Hurtado de Mendoza, som mycket uppmuntrade hans diktning. Som Velázquez de Velascos främsta arbeten anses komedierna La Lena och El celoso, intagna i samlingen Tesoro del teatro español (Paris, 1838). Hans verk är intagna i Rivadeneiras Biblioteca de autores españoles, band 35, och han omtalas i Ensayo de una biblioteca española de libros raros y curiosos. Velázquez de Velascos namn är intaget i Spanska akademiens Catálogo de autoridades de la lengua.